# Granada CF
Granada Club de Fútbol er en spansk fodboldklub fra Granada i Andalusien, der spiller i den bedste spanske liga, Primera division. Klubben spiller sine hjemmekampe på Los Cármenes.
Klubben blev grundlagt den 14. april 1931 med navnet Recreativo de Granada